# The Wall Street Journal

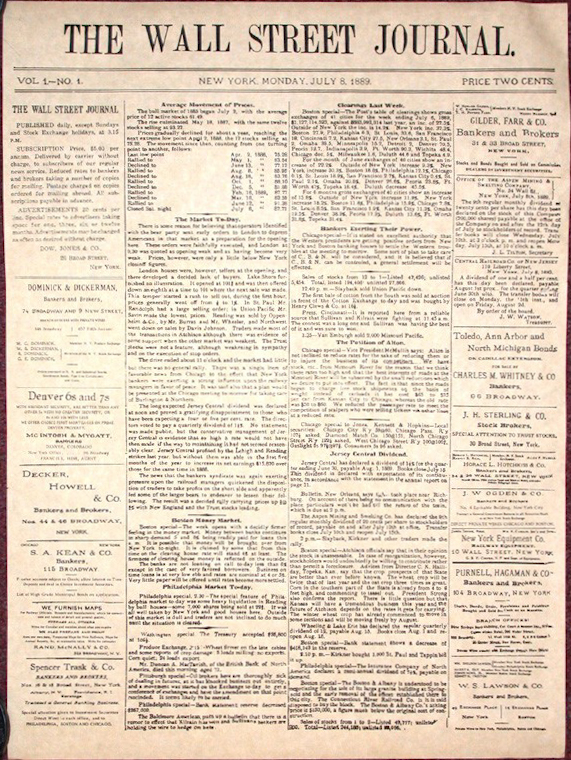
Pierwsze wydanie gazety z 8 lipca 1889 r.

The Wall Street Journal – wydawana w Nowym Jorku jedna z najbardziej znanych gazet o tematyce gospodarczej. Według danych z 2005 roku, dzienny nakład wynosi 2,6 miliona egzemplarzy.
3 lipca 1884 roku na łamach nowojorskiej gazety Customers Afternoon Letter pojawił się pierwszy indeks giełdowy dla giełdy na Wall Street, opracowany przez Charlesa Dow. Nazywał się Dow Jones Averages i dotyczył 11 firm. Pomysł cieszył się tak dużym zainteresowaniem, że wydawcy po kilku latach zmienili tytuł gazety na jeszcze bardziej związany z nowojorską giełdą. Tytuł The Wall Street Journal zadebiutował w poniedziałek, 8 lipca 1889 roku. Pierwszy numer miał 4 strony i kosztował dwa centy.
26 lutego 1897 roku na łamach WSJ (skrót pochodzący od nazwy gazety) pojawiły się pierwsze w historii prasy ekonomicznej tickery. Kilkuznakowe kody, służące do identyfikacji akcji danej spółki.
1 sierpnia 2007 r. ogłoszono finalną decyzję o przejęciu gazety z rąk rodziny Bancroftów przez News Corporation Ruperta Murdocha. Obecnie jej właścicielem jest Dow Jones & Company należąca do grupy News Corp.
Polskojęzyczna wersja ukazywała się, na licencji, jako dodatek The Wall Street Journal Polska do gazety Dziennik Polska-Europa-Świat wydawanej przez koncern Axel Springer do roku 2009.
Od 26 listopada 2012 r. część nakładu europejskiej wersji gazety jest drukowana w Polsce. Umożliwia to wydawcy dotarcie do polskich czytelników w dniu wydania gazety, co nie było możliwe przy druku poza Polską. W Polsce gazeta drukowana jest w drukarniach firmy Polska Press.